# James Jurin
James Jurin   (Londres, 15 de desembre de 1684 - Londres, 29 de març de 1750) va ser un metge, físic i matemàtic anglès.

## Vida i obra
Fill d'un tintorer de Londres i nebot del conegut cirurgià londinenc Caleb Cotesworth, va ser escolaritzat al Christ's Hospital en el qual va guanyar una beca per al Trinity College (Cambridge), en el qual es va graduar el 1705 i va ser nomenat fellow l'any següent. Esdevenint el protegit del mestre de Trinity, Richard Bentley, Jurin es va convertir en tutor i amic de Mordecai Cary, amb qui va viatjar a Leiden el 1709 per estudiar amb Herman Boerhaave.
En tornar, va obtenir el seu màster el 1709 i es va convertir en director de la Royal Grammar School de Newcastle upon Tyne, ciutat en la qual va oferir freqüents conferències per al públic en general sobre matemàtiques i mecànica, defensant la teoria de Newton. Jurin va tornar a Cambridge el 1715 per estudiar medicina i va obtenir el títol l'any següent. A continuació, va establir-se com metge a Londres. En aquests anys va publicar els seus primers articles sobre dinàmica de fluids i els va aplicar a la iatromecànica de la fisiologia humana. De 1725 a 1731 va treballar com a metge al Guy's Hospital del qual es va convertir en governador el 1732. A més, va mantenir una lucrativa pràctica mèdica els estius a Tunbridge Wells, uns cinquanta quilòmetres al sud de Londres.

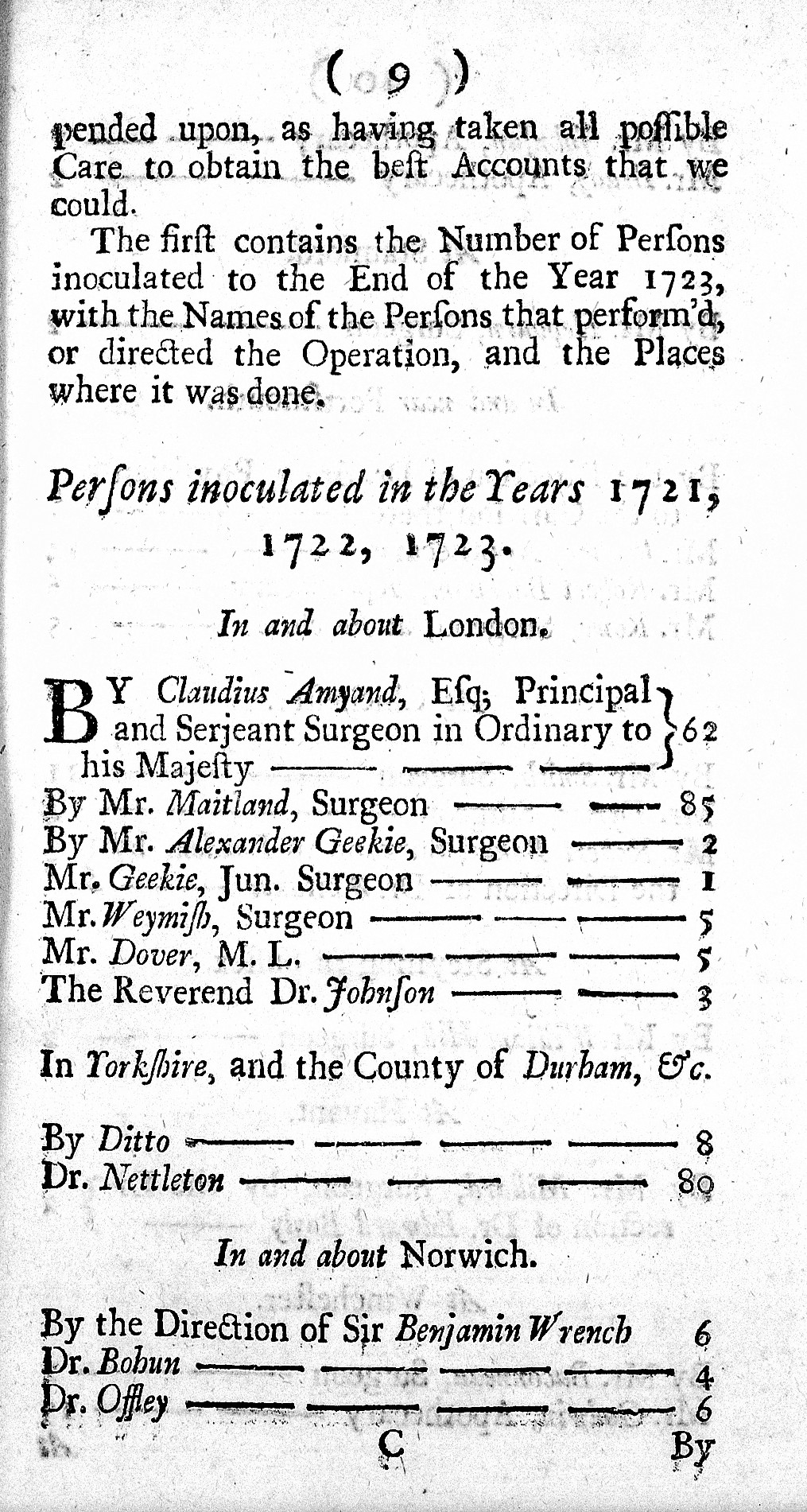
Estudis estadístics sobre inoculacions.

Des de 1721 fins a 1727, sota la presidència de Newton, va ser secretari de la Royal Society, càrrec que li va proporcionar una posició molt influent en el món intel·lectual de Londres, combinant els seus coneixements físics i mèdics. En aquesta època es va interessar per l'inoculació de la verola i va començar a fer els primers estudis estadístics sobre les bondats clíniques del mètode. També va treballar en meteorologia, fent les primeres propostes de metodologia per registrar les observacions cada cop més acurades, gràcies a les millores en instrumentació i teoria dels seu temps.
El 1735, sota el pseudònim de Philatetes Cantabrigiensis, va publicar Geometry no Friend to Infidelity, un pamflet en contra de la concepció de Berkeley de les matemàtiques expresada en el seu llibre The Analyst, que va provocar una forta polèmica. No va ser la única polèmica que va tenir amb Berkeley, ja que en els anys 1740's, va criticar la panacea que Berkeley li atribuïa a l'aigua de quitrà, amb un pamflet anònim molt satíric.
El 1738 va publicar un tractat sobre la visió, en el qual reflexionava sobre la resolució i l'acumulació de la visió humana.
El gener de 1750 va ser escollit president del Royal College of Physicians, però només va exercir el càrrec uns poques setmanes, ja que va morir el març d'aquest mateix any.
El 1724, Jurin es va casar amb Mary Douglas, de soltera Harris (morta el 1784), vídua rica d'Oley Douglas, i van tenir cinc filles i un fill.